# Metacrinia nichollsi
Metacrinia nichollsi är en groddjursart som först beskrevs av Harrison 1927.  Metacrinia nichollsi ingår i släktet Metacrinia och familjen Myobatrachidae. IUCN kategoriserar arten globalt som livskraftig. Inga underarter finns listade i Catalogue of Life.